# Alogie
Als Alogie wird in der Psychiatrie eines der sogenannten Negativsymptome bei Schizophrenie und einigen anderen psychischen Störungen bezeichnet. Man versteht darunter eine Denkstörung mit verminderter Sprachproduktion oder Verarmung des Sprachinhalts. Dazu gehört auch die fehlende Fähigkeit, vollständige und richtige Sätze zu bilden.
Sie äußert sich auch in einer Verlängerung der Antwortlatenz. Das heißt, der Patient antwortet nur sehr zögerlich und ausgesprochen karg auf Fragen. Die Führung eines Gespräches wird mühsam, es entsteht kein Gesprächsfluss. Der Patient wirkt desinteressiert oder meidet Gespräche. Im Diagnosegespräch sind hier nicht nur Wortzahlen relevant, sondern auch ungewöhnliche Häufigkeit und Länge von Pausen. Auch die Stimme kann auffällig verflacht und emotionsarm sein (reduzierter verbaler Affekt).
Ursachen für die Alogie sind Denk- und Ausdrucksstörungen, aber auch eine gestörte Kommunikationsfähigkeit. Diese können neben Schizophrenie auch auf anderen Erkrankungen wie Angststörungen beruhen. Mangelnde Kommunikationsfähigkeit führt im Alltag des Patienten zu Problemen bei sprachbasierten sozialen und beruflichen Tätigkeiten.
| Beispiel einer Alogie | Beispiel einer Alogie |
| --- | --- |
| Alogie | Normales Sprechen |
| F: Haben Sie Kinder? A: Ja. F: Wie viele? A: Zwei. F: Wie alt sind sie? A: Sechs und sechzehn. F: Sind sie Jungen oder Mädchen? A: Beides. F: Wer ist der Sechzehnjährige? A: Der Junge. F: Wie ist sein Name? A: Edmond. F: Und von dem Mädchen? A: Alice. | F: Haben Sie Kinder? A: Ja, einen Jungen und ein Mädchen. F: Wie alt sind sie? A: Mein Sohn Edmond ist sechzehn und meine Tochter Alice ist sechs. |